# Ria Falk
Ria Falk, z domu Baran (ur. 2 listopada 1922 w Dortmundzie, zm. 12 listopada 1986 w Düsseldorfie) – niemiecka łyżwiarka figurowa, startująca w parach sportowych z mężem Paulem Falkiem. Mistrzyni olimpijska z Oslo (1952), dwukrotna mistrzyni świata (1951, 1952), dwukrotna mistrzyni Europy (1951, 1952) oraz 6-krotna mistrzyni kraju.
W trakcie kariery amatorskiej Ria Baran poślubiła swojego partnera sportowego Paula Falka. Małżeństwo Falk było pierwszą parą sportową, która wykonała w zawodach podwójne skoki równoległe oraz podnoszenia lassowe z grupy 5. 
W 1951 roku małżeństwo Falków zostało mistrzami świata we wrotkarstwie.
Małżeństwo Falków nigdy nie przegrało w zawodach amatorskich w których mogli startować dopiero od 1951 roku z powodu wykluczenia Niemiec po II wojnie światowej. W 1952 roku, w trakcie sezonu olimpijskiego, ojciec Karol i Petera Kennedych, którzy przed dołączeniem Falków do rywalizacji w zawodach byli jednymi z głównych pretendentów do złota olimpijskiego, zakwestionował status Falków jako zawodników amatorskich, ale dochodzenie zostało umorzone tuż przed igrzyskami. Ostatecznie na igrzyskach Falkowie zdobyli złoto, zaś rodzeństwo Kennedych srebro. Po zdobyciu mistrzostwa olimpijskiego Falkowie rozpoczęli karierę profesjonalną w rewii łyżwiarskiej Holiday on Ice. W latach 1950–1952, Ria została trzykrotnie wybrana Sportsmenką Roku w swojej ojczyźnie. Z zawodu była sekretarką.

## Osiągnięcia
Z Paulem Falkiem
| Zawody               | 1947           | 1948           | 1949           | 1950           | 1951           | 1952           |                |                |                |                |                |                |                |                |                |                |                |
| Międzynarodowe       | Międzynarodowe | Międzynarodowe | Międzynarodowe | Międzynarodowe | Międzynarodowe | Międzynarodowe | Międzynarodowe | Międzynarodowe | Międzynarodowe | Międzynarodowe | Międzynarodowe | Międzynarodowe | Międzynarodowe | Międzynarodowe | Międzynarodowe | Międzynarodowe | Międzynarodowe |
| -------------------- | -------------- | -------------- | -------------- | -------------- | -------------- | -------------- | -------------- | -------------- | -------------- | -------------- | -------------- | -------------- | -------------- | -------------- | -------------- | -------------- | -------------- |
| Igrzyska olimpijskie |                |                |                |                |                | 1              |                |                |                |                |                |                |                |                |                |                |                |
| Mistrzostwa świata   |                |                |                |                | 1              | 1              |                |                |                |                |                |                |                |                |                |                |                |
| Mistrzostwa Europy   |                |                |                |                | 1              | 1              |                |                |                |                |                |                |                |                |                |                |                |
| Krajowe              |                |                |                |                |                |                |                |                |                |                |                |                |                |                |                |                |                |
| Mistrzostwa Niemiec  | 1              | 1              | 1              | 1              | 1              | 1              |                |                |                |                |                |                |                |                |                |                |                |

## Nagrody i odznaczenia
- Światowa Galeria Sławy Łyżwiarstwa Figurowego – 1993[3]